# Molnfabriken
Molnfabriken är ett studioalbum av Marit Bergman, utgivet i april 2016 på skivbolaget Sugartoy Recordings och distribuerad av Sony Music.
Albumet producerades av Pontus Winnberg, Petter Winnberg och Marit Bergman.
Det är hennes första album på svenska.

## Låtlista
Låtar där inget annat anges är skrivna av Marit Bergman
1. Dagen då våren kom till Bredäng – 4.00 (Marit Bergman/Petter Winnberg)
2. Dansa mamma! – 3.55
3. Vildros och kaprifoler – 3.34
4. Andra elefanter  - 3.23
5. Santa Cruz – 3.05
6. Ibland gråter jag bara för att tiden går – 4.10
7. Dra åt helvete – 3.56
8. En sommardag på stranden – 5.44
9. Landet 4.19

I digital utgivning inkluderades även låten Springer rakt mot ljuset – 3.58

## Medverkande musiker
Trummor: Nisse Törnkvist, Jonna Löfgren, Anna Lund
Bas: Petter Winnberg, Elsa Bergman
Gitarr: Susanna Risberg, Markus Krunegård, Pontus Winnberg
Harpa: Mary Lattimore
Kör: Lilla Namo, Nadja Evelina, Blen, Chrille Roth, Petter Winnberg, Karlo och Norma Mangione Selander, Yassin Zran, Emil Persson Hall, Dorothea Erlandsson, Cuba Prim Serén, Malva Cook Laxberg, Lisa Edgren Schüllerqvist, Agnes, Frida Hyvönen, Arja Saijonmaa, Jennifer Brown, Naomi Pilgrim, Sibille Attar, Ninsun Poli, Maria, Cherrie, Lena Willemark, Aminah Al Fakir, Tove Styrke, Linnea Henriksson